# Пан Ніхто (фільм, 2009)
«Пан Ніхто́», або «Містер Ніхто» (англ. Mr. Nobody) — науково-фантастична драма режисера Жако Ван Дормеля. Фільм вийшов у світ у 2009 році.
Сюжет показує декілька варіантів життя старого чоловіка, останньої смертної людини на Землі. Його життя могло б скластися цілковито по-різному, залежно від вирішального вибору в дитинстві.
Український переклад зробила студія Цікава ідея на замовлення Гуртом.

## Сюжет
Стисло

Схематичне висвітлення варіантів життя Немо

У 2092 році 118-літній Немо залишився останнім смертним на планеті, адже всі інші люди внаслідок процесу теломеризації досягли безсмертя. Однак Немо вперто вірить, що йому досі 34 роки і лише під впливом гіпнозу пригадує вибіркові моменти зі свого життя, переповідаючи їх журналісту газети. Події у фільмі перетасовані хаотично, вони розглядаються з трьох основних часових точок життя головного героя: у віці дев'яти, п'ятнадцяти та тридцяти чотирьох років. У дев'ять років Немо, батьки якого розлучаються, мусить зробити важливий вибір: залишитись жити з батьком чи поїхати з матір'ю. Від того, який шлях він обере, залежить все його подальше життя.
Сюжет фільму має розгалужену структуру. З моменту народження Немо перед глядачем постають різні можливі варіанти розвитку його життя, що загалом становлять декілька відгалужень.
У фільмі використано багато наукових елементів, зокрема теорія Великого вибуху, теорія струн, поняття паралельних часових вимірів, численні біологічні факти. Подібно до фільму «Загадкова історія Бенджаміна Баттона», через призму причинно-наслідкових зв'язків тут розкривається вирішальна роль однієї миті в житті людини.

### Кінець фільму
Перед смертю пан Ніхто говорить журналісту, що ані він, ані журналіст не існують насправді; всі вони перебувають в уяві того хлопчика, що вимушений зробити вибір на вокзалі. 12 лютого 2092 року о 05:49 ранку пан Ніхто помирає, а через хвилину, о 05:50, час починає йти назад.
Детально
2092 рік. Головний герой, який називає себе Немо Ніхто (англ. Nemo Nobody) — 118-річний старий, остання смертна людина на Землі. Дні, що залишилися до його смерті, стали об'єктом реаліті-шоу і транслюються для безсмертного населення планети. Навколо — люди, чиї клітини оновлюються штучно, тим самим запобігаючи старінню. Вони безсмертні.
Сам Немо стверджує, що нічого не пам'ятає про своє минуле, але журналіст потайки пробирається в палату до містера Ніхто та витягає з нього подробиці його життя, чимраз більше заплутуючи себе і глядача. Весь фільм являє собою хаотичні уривки спогадів містера Ніхто, з яких складається кілька взаємовиключних історій його життя. Незрозуміло, які зі спогадів реальні, а які — просто можливий розвиток життя Немо, яке так і не відбулося.
Сюжет фільму має деревоподібну структуру, тобто починаючи з моменту народження головного героя глядачеві показують багато з можливих варіантів розвитку його життя, які в цілому утворюють кілька відгалужень історії.
Народження
Розповідь героя починається з того, що до моменту свого народження діти пам'ятають все, що буде з ними після, але перед самим народженням ангели забуття прикладають палець до губ малюків і вони все забувають, а під носом у них з'являється ямка. Але ангели забули про Немо. Подібна ідея висловлена також французьким письменником Бернардом Вербером в його творі «Імперія ангелів»
Згідно з концепцією давньогрецького філософа Платона, безсмертна душа людини володіє абсолютним знанням, проте перед народженням це знання «забувається», при цьому весь процес пізнання людини в ході життя трактується як «спогад» душею забутого матеріалу.
Перший свій вибір маленькому Немо доводиться здійснювати при виборі батьків, другий при їхньому розлученні: він повинен вирішити, з ким йому залишитися — з мамою або татом. Сцена відбувається на вокзалі з назвою Chance (шанс), мама їде на поїзді, а батько залишається. В обох випадках він вибирає маму. Але в одній реальності вона встигає втягнути його в поїзд, а в інший через те, що з його ноги спав кросівок, він не дотягується до руки матері і йому доводиться залишитися з татом, залежно від цього змінюється його доля.
Життя з матір'ю
1. Анна приходить в клас, де навчається Немо. Одного дня Немо сидить на пляжі, до нього підбігає Анна і кличе купатися, але Немо не вміє плавати:
- Немо каже, що її подруги дурні, і «я з дурними не купаюся», чим відлякує її. Все життя він шкодує про ті слова. Одного разу, багато років по тому, він зустрічає Анну на вокзалі з двома її дітьми, відбувається незграбна розмова, в обох на обличчях читається жаль, вони знову розходяться.
- Немо потай зізнається Анні, що не вміє плавати, вона залишається з ним і вони зближуються. Вона — перша справжня любов Немо і відповідає йому взаємністю.

Через багато років Немо одружений з Анною, у них двоє дітей, вони щасливі. Немо працює на телестудії і, повертаючись одного разу додому, гине в результаті нещасного випадку (тоне, впавши в авто з курчі в водойму).
2. Мати Немо знову зустрічається з батьком Анни.
В результаті Анна і Гаррі живуть в одному будинку з Немо і його матір'ю. Пізніше їхнім почуттям доведеться пройти через суворе випробування: Гаррі розлучається з матір'ю Немо і 15-річна Анна їде з ним у Нью-Йорк. Вони втрачають зв'язок один з одним. Через багато років Немо працює чистильником басейнів. Його надія побачити Анну ще живе в його душі, але з кожним днем дедалі слабне. І ось одного разу він її знаходить. Вони зустрічаються світлим днем на вокзалі і моментально впізнають один одного в натовпі.
Через стільки років Анна не готова відразу відновити відносини і просить Немо почекати. Вона просить зателефонувати їй через два дні і зустрітися біля маяка. Але аркуш, на якому вона залишає свій номер, намокає під дощем, і вони знову втрачають один одного. Немо живе життям бездомного на лавці біля маяка, поблизу якого вони хотіли зустрітися, але Анни все немає.
Життя з батьком
Отже, маленький Немо залишився з батьком, який перетворився на безпорадного інваліда. Немо доглядає за хворим батьком, стає замкнутим, нетовариським і неохайним. Працює в магазині, а вільний час проводить вдома за друкарською машинкою, пишучи фантастичну повість про подорож на Марс. Одного разу він приходить на шкільну дискотеку, де зустрічає юну Елізу і закохується в неї з першого погляду. Він приїжджає до будинку Елізи з метою порозумітися з нею. Тут слідує розгалуження.
Кома
Немо бачить Елізу з її 22-річним другом, розуміє, що йому нема на що розраховувати, і їде. Засмучений, він мчить на мотоциклі по нічній лісовій дорозі, падає і опиняється в лікарні в стані коми. Він відчуває запахи, тепло, бачить світ крізь закриті повіки, може думати, але не може поворухнутися. Присутній натяк на возз'єднання його батьків, вони разом приходять його відвідати. Немо продовжує намагатися виконувати пальцями руху по клавіатурі, і в останній сцені з цієї лінії йому вдається поворухнути пальцем і розплющити очі.
Життя з Елізою
Немо освідчується Елізі в коханні. Вона відмовляє йому, тому що любить іншого, але Немо продовжує запевняти її про свої почуття до неї і світле майбутнє разом. Еліза піддається, і через пару років вони одружуються. Далі йде ряд розгалужень:
- Еліза гине в результаті аварії після повернення з весілля. Немо зберігає її прах. Немо збирається розвіяти прах Елізи на Марсі і зрештою у віддаленому майбутньому летить туди. Залишається неясним, відбувається це насправді чи лише в його фантастичному романі.
- Немо не долітає до Марса, корабель вибухає і він не ховає прах і не зустрічає Анну.
- Немо розвіює прах над поверхнею Марса, як і обіцяв Елізі при першій зустрічі. На борту космічного корабля він знайомиться з Анною, але корабель зазнає аварії в результаті зіткнення з метеоритами.
- Немо працює на телестудії, де зустрічається з Анною після смерті її чоловіка — колеги Немо. Чоловік Анни гине на тій же дорозі за тих же обставинах (тоне, впавши в машині у водойму), як загинув би Немо в відгалуженні життя з Анною. Немо проїжджає по цій дорозі в той же час, як проїжджав би тоді, і бачить, як машину з тілом водія підіймають з води. Після похорону Немо намагається заговорити з Анною, відчуваючи, що вони знайомі і їх тягне один до одного. Анна, яка всередині явно відчувала те ж саме, в сум'ятті уникає розмови, злякавшись напору Немо.
- Немо й Еліза заводять трьох дітей. Їхній шлюб дуже нещасний: Еліза страждає хронічною втомою, депресією і практично не виходить з дому. З кожним днем їй все гірше: у неї починаються приступи істерики, спроби піти з дому. Немо як може намагається зберегти їхній шлюб, вдає, що все гаразд, але наодинці сам з собою визнає, що всі його дії безпорадні й безглузді. Усвідомивши, що причиною її стану є життя з нелюбом, Еліза йде з дому.

Життя з Джин
Немо порозумівся з Елізою, але вона відмовляє йому, тому що любить іншого. Немо приходить додому і каже батькові: «Я одружуся з першою дівчиною, яка зі мною потанцює». Хлопець сповнений рішучості і в той же вечір вирушає до місцевого клубу, де зустрічає Джин. Вони танцюють. Пізніше, везучи її додому з клубу на своєму мотоциклі, Немо приймає «безліч дурних рішень» (як він сам їх пізніше оцінить):
|            | Я більше ніколи не буду покладатися на випадок Я одружуся з дівчиною, яка сидить на моєму мотоциклі Я розбагатію У нас буде будинок, великий будинок, жовтого кольору, з садом і двоє дітей: Пол і Майкл У мене буде кабріолет, червоний кабріолет і басейн, я навчуся плавати Я не зупинюся, поки не досягну успіху. |
| — з фільму | |

Всі свої плани Немо втілює в життя і, здавалося б, домігшись усього, що хотів, виявляється нещасним. Немо тут — заручник власних юнацьких поривів і амбіцій, і життя його нудне й неприємне. Втомившись від подібного існування, Немо знову починає покладатися на випадок (монету) в прийнятті рішень. Він підходить до людини, що зустрічає містера Джонса, і називається цим ім'ям. Потім отримує його номер в готелі. Тут слідують ще розгалуження. У першому випадку його помилково вбивають у ванній пострілом в груди і закопують в лісі. У другому випадку вбивця стріляє в шию і Немо потрапляє в реанімацію.
Ненароджений
Немо, перебуваючи в дивному місті, слідуючи підказкам, які знаходить буквально всюди, потрапляє в старий занедбаний будинок, де дивиться відео. На відео він бачить самого себе в майбутньому, який пояснює Немо, що в цій реальності він не існує. Можливими причинами він називає (розгалуження): батько послизнувся, почався дощ і батьки не зустрілися, батько загинув в дитинстві, катаючись на санях, батькам не вдалося зачати дитину, в доісторичні часи загинула його прародителька (тут застосовується теорія про те, що є якийсь простір, в якому знаходиться все, що могло існувати, але з якихось причин не існує).
Дивацтва
Іноді по ходу сюжету глядачі бачать, як Немо спостерігає дивні явища: людей і об'єкти з інших версій його життя, сни про них. Одного разу одна людина (сусід Анни) навіть говорить йому: «Немо! Ого! Я чув, що ти помер. Потонув». Це є натяком на інше його життя, коли він теж був телеведучим, але жив з Анною. Це можна пояснити тим, що все відбувається в голові маленького хлопчика, або тим, що Немо не може зробити вибір свого життєвого шляху (режисер акцентує на цьому питанні особливу увагу, не даючи відповіді).
Крім цього, Немо мимоволі мочиться, коли бачить майбутнє. Таке відбувалося з ним до 15 років.
Кінець фільму
Перед смертю містер Ніхто каже журналісту, що ані він, ані журналіст не існують насправді: вони всі перебувають в уяві того хлопчика, який був змушений зробити вибір на вокзалі. Маленький Немо переглядав різні варіанти свого життя з батьком або матір'ю, щоб вибрати, з ким йому жити. Так і виявляється: додивившись спогади про майбутнє до самого кінця, Немо розбирає їх на шматочки і розуміє, що йому не подобається жоден варіант. Тоді дев'ятирічний Немо нарешті робить вибір і тікає геть із вокзалу, від батька і поїзда з матір'ю, в результаті через багато років Анна все-таки приходить до призначеного місця і Немо обіймає її. Це — остаточний варіант його життя.
12 лютого 2092 року о 05:50 ранку пан Ніхто вмирає, і тієї ж миті час починає йти назад і глядачам показують сцени з його життя.
Паралельно основній розповіді головний герой фільму в образі ведучого-документаліста повідомляє глядачам різноманітні наукові та псевдонаукові факти. Зокрема, глядачеві розповідають про Великий Вибух, в результаті якого, на думку багатьох вчених, виник Всесвіт. І нескінченна течія часу є нічим іншим, як розширенням Всесвіту після вибуху, яке, однак, має межу. Робиться припущення про те, що коли ресурс розширення буде вичерпано, час піде назад і Всесвіт попрямує до згортання.

## Актори

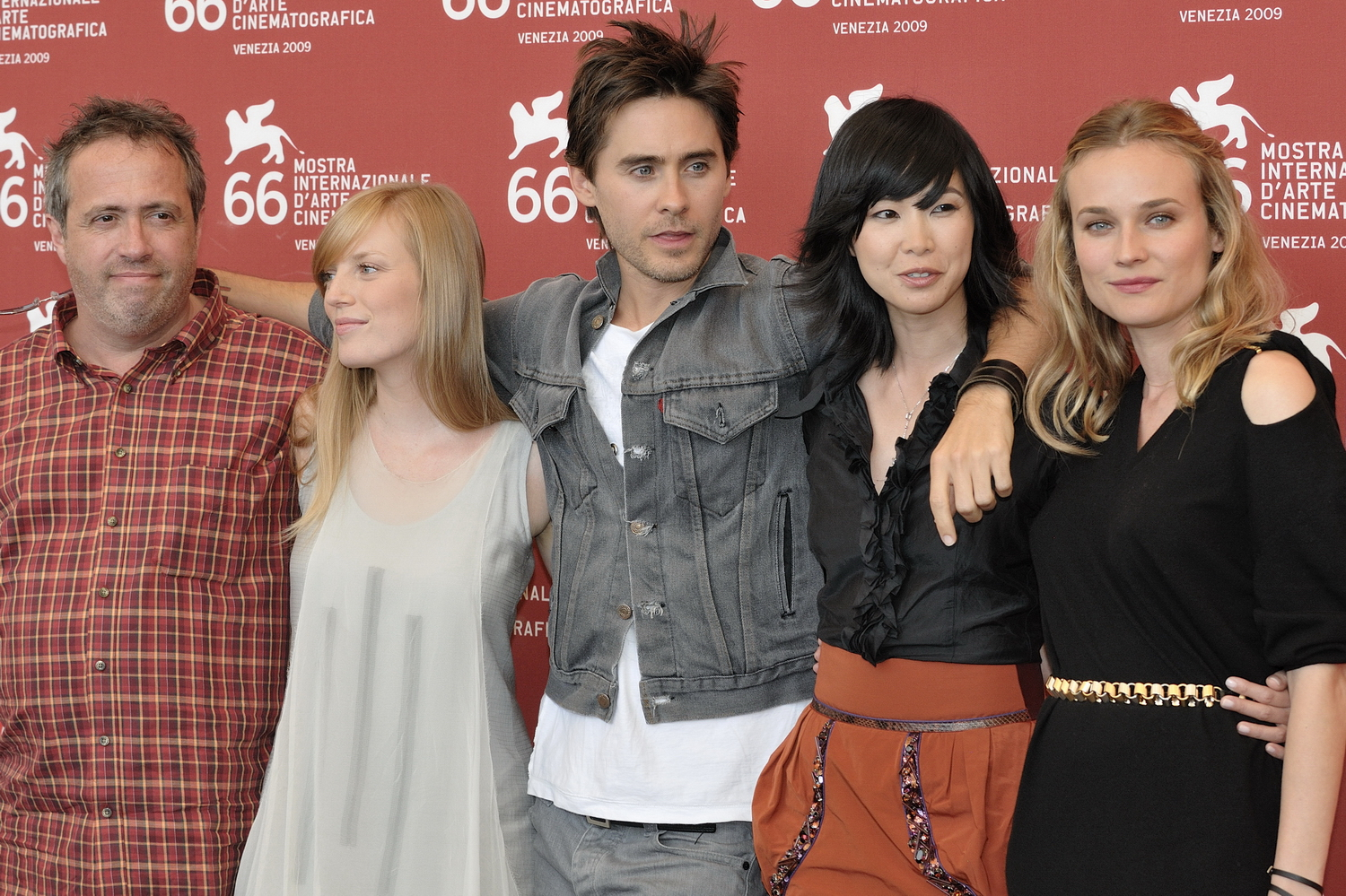
Жако ван Дормель, Сара Поллі, Джаред Лето, Фам Лінь Дан, Діане Крюгер

- Джаред Лето — Немо
- Діане Крюгер — Анна
- Сара Поллі — Еліза
- Лін Дан Фам — Джинн
- Наташа Літтл — мама Немо
- Ріс Іванс — тато Немо
- Тобі Регбо — Немо в 16 років
- Томас Бірн — Немо в 9 років
- Джуно Темпл — Анна в 15 років
- Клер Стоун — Еліза в 15 років
- Алан Кордюнер — психіатр
- Деніел Мейс — журналіст
- Жако Ван Дормель — безробітний бразилець (камео)
- Лорен Капеллуто — людина в чорному

## Виробництво
Ідея створення фільму з'явилась у бельгійського режисера Жако Ван Дормеля в 2001 році. Він відзначав, що сюжет фільму прийшов до нього саме англійською мовою. Підготовка виробництва фільму розпочалась у лютому 2007 року з актрисою Сарою Поллі. Вже пізніше в головній ролі був затверджений Джаред Лето.
Бюджет фільму «Пан Ніхто» склав €37 млн (58 млн доларів США), що робить його найдорожчим бельгійським фільмом на сьогодні. Половина бюджету була надана французьким продюсером фільму Філіпом Годо через власний продюсерський центр «Pan-Européenne», а інша частина профінансована дистриб'юторами Wild Bunch і Pate.
Знімання фільму відбувалося в Бельгії, Німеччині та Канаді протягом 120 днів 2007 року.
Фільм «Пан Ніхто» вперше був представлений на 66-му Міжнародному Венеціанському кінофестивалі, де отримав дві нагороди.

## Цікаві факти
- Касові збори фільму дуже малі, якщо порівнювати їх із бюджетом.